# Джунагадх (округ)
Джунагадх (гудж. જુનાગઢ જિલ્લો; англ. Junagadh) — округ в индийском штате Гуджарат, на юге полуострова Катхиявар. Административный центр — город Джунагадх. Площадь округа — 8839 км². По данным всеиндийской переписи 2001 года население округа составляло 2 448 173 человека. Уровень грамотности взрослого населения составлял 67,78 %, что выше среднеиндийского уровня (59,5 %). Доля городского населения составляла 29,06 %. На территории округа расположено важное святое место паломничества индуизма — Сомнатх.